# Gmina Konopnica (Powiat Lubelski)
Die Gmina Konopnica ist eine Landgemeinde im Powiat Lubelski der Woiwodschaft Lublin in Polen. Ihr Sitz ist das Dorf Kozubszczyzna.

## Gliederung
Zur Landgemeinde Konopnica gehören folgende 20 Ortschaften mit einem Schulzenamt:
Konopnica
Kozubszczyzna
Lipniak
Marynin
Motycz
Motycz Leśny
Motycz-Józefin
Pawlin
Radawiec Duży
Radawiec Mały
Radawczyk Drugi
Sporniak
Stasin
Szerokie
Tereszyn
Uniszowice
Zemborzyce Dolne
Zemborzyce Podleśne
Zemborzyce Tereszyńskie
Zemborzyce Wojciechowskie
Weitere Orte der Gemeinde sind Radawczyk und Skubicha.

## Verkehr
In Radawiec Duży befindet sich der Sportflugplatz Lublin-Radawiec (EPLS).